# بعثة الأمم المتحدة الخاصة إلى أفغانستان
بعثة الأمم المتحدة الخاصة إلى أفغانستان، أنشأها قبل الأمين العام للأمم المتحدة بناءً على طلب من الجمعية العامة للأمم المتحدة في ديسمبر 1993.
```
تم إغلاق مكاتبها في مايو 2001.
```